# Кристол, Любовь Даниэловна
Любо́вь (Люба) Даниэ́ловна Кристо́л (род. 26 мая 1944 года, Ленинград) — советская и израильская шахматистка, мастер спорта СССР по шахматам среди женщин с 1968 года, международный мастер по переписке среди женщин с 1976 года, среди мужчин с 1984 года, гроссмейстер по переписке среди женщин с 1990 года. По профессии инженер-химик. В 1976 году репатриировалась в Израиль.
Пятикратная чемпионка Израиля (1978, 1982, 1984, 1988 и 1990). Победительница шахматной олимпиады 1976 года в составе сборной Израиля. Двукратная чемпионка мира по переписке среди женщин (3-й чемпионат, 1978—1984) и (5-й чемпионат, 1993—1998).

## Изменения рейтинга
| Графики недоступны из-за технических проблем. См. информацию на Фабрикаторе и на mediawiki.org. |

## Книги
- Хобби, покорившее вершину. Иерусалим : Интегра, 1987. 169 с. (Сборник партий, сыгранных в соревнованиях по переписке. В соавторстве с мужем — И. П. Вейнгером)